# Katsumi Yamada
Katsumi Yamada (japanska: 山田 勝巳), född 6 juni 1905 i Sapporo, Hokkaido, död 1970, var en japansk längdskidåkare och backhoppare. Han deltog i de olympiska spelen i Lake Placid 1932 i både backhoppning och nordisk kombination. Han kom på 32:a plats i både backhoppning och nordisk kombination.